# 金腹雀鯛
金雀鯛（學名：Pomacentrus auriventris），是輻鰭魚綱鱸形目雀鯛科雀鯛屬的其中一種，分布於中西太平洋印尼至帛琉海域，深度0至35公尺，本魚體呈卵圓形且側扁，吻部圓鈍，體被櫛鱗，體色亮藍色，腹部、臀鰭、尾柄和尾鰭黃色，背鰭硬棘13枚、背鰭軟條13-14枚、臀鰭硬棘2枚、臀鰭軟條14-15枚，體長可達5.5公分，棲息在有碎石的珊瑚礁斜坡，成群活動，以浮游生物為食，繁殖期時成對出現，雄魚會守護卵直到孵化，生活習性不明。